# 电力站
電力站（英語：The Substation）是新加坡首個獨立的當代藝術中心，由郭寶崑於1990年創立。電力站位於市中心的文教區，是國家藝術理事會「艺术之家计划」（英語：Arts Housing Scheme）下的首棟建築，並於1990年9月16日正式開幕。電力站是一個非營利機構，亦是新加坡註冊的公益性機構，營運與藝術教育項目的發展經費主要來自公眾、商業機構以及政府部門的財政或實物支持。作為藝術中心的電力站於2021年關閉，現已轉型為名為「電力站2.0」的藝術團體。

## 歷史
如其名稱所示，電力站的所在地原本是一座電力變電站，建於1926年。1950年，公共事業局在建築旁增設了一座花園，用於安置戶外設備。該變電站於1970年代末停止運作，此後建築被閒置。
1980年代，新加坡的藝術領域出現前所未有的發展：政府對藝術的投資持續增長，藝術家和藝術團體開始主導各類藝術活動與計劃，全球對亞洲與東南亞藝術的關注也大幅提升。在此背景下，當時負責藝術與文化事務的社會發展部開始探討於1990年代如何推動本地藝術文化發展。1986年，戲劇家郭寶崑與實踐表演藝術團體提交了將這棟閒置建築改建為藝術中心的提案，並獲得批准。同年，包括這棟建築、毗鄰的道南學校（今新加坡土生文化馆）以及亞米尼亞街的店屋（今由國家文物局使用）在內的建築群，被納入市區重建局「市政與文化總體規劃」下的保留項目。
1989年，社會發展部正式邀請實踐表演藝術中心有限公司（英語：Practice Performing Arts Centre Ltd）管理電力站，並撥款107萬新元進行建築翻新。1990年6月，室內裝修與設備安裝工作展開，電力站於同年9月16日正式開幕。
在電力站成立的最初五年中，在創辦人郭寶崑具前瞻性的藝術領導下，電力站成為新加坡的先鋒藝術空間，是各類藝術形式的實驗基地。當時新加坡可供藝術創作的空間極為有限，更遑論能容納實驗性藝術的場所。許多早期在電力站創作的藝術家嘗試開拓新領域，對新加坡當代藝術與文化的發展有深遠影響。電力站作為演出場地的意義亦非凡，例如今日已成為新加坡最具代表性的劇團之一——必要劇場，當年就曾在電力站的健力士劇場或花園演出其劇作。電力站的成立也正值新加坡藝術活動蓬勃發展之際，如專業劇團的興起、劇場新寫作的出現，以及受新觀念與實踐所啟發的新一代視覺藝術家的出現，例如藝術家村（英語：The Artists Village）等團體的影響。
電力站亦是新加坡首個舉辦跨領域、主題式藝術活動的場地，其中包括《樹的慶典》，涵蓋裝置藝術、默劇、戲劇演出、朗讀會等內容，以及郭寶崑的《回憶》系列，透過藝術從個人視角探索傳統與文化遺產。《回憶》系列後來發展為電力站的年度藝術節「九月藝術節（SeptFest）」，該節慶以其富前瞻性的藝術論壇而聞名，集結藝術家、評論人、文化觀察家、公民社會行動者與公眾共同參與對話。
電力站是新加坡藝術界「新」事物興起潮流中的一部分。自成立以來，電力站便受到藝術界廣泛好評，因為它為獨立藝術家與藝術團體提供了關鍵支持，例如载昆宁（英語：Zai Kuning）與老牛劇場（英語：Theatre Ox），為此類實驗性創作開闢了空間。1993年，電力站舉辦了首場藝術研討會《藝術對抗藝術》（英語：Art vs Art），邀集眾多新加坡重要的藝術家、學者、評論家及藝術行政人員參與，並歡迎公眾參與整個週末的討論。與會者普遍認為，這樣匯聚不同領域人士共同探討藝術及其在新加坡社會角色的活動，是前所未有的，並標誌著本地藝術發展史上的一個特殊時刻。
在第二任藝術總監T·薩希薩蘭（T. Sasitharan）的帶領下，電力站進入機構發展的更成熟階段，強化管理與財務制度，並伴隨本地藝術場域的專業化及政府對藝術文化投入的增加。此時期的電力站簡化與精煉其節目內容，拓展國際與區域網絡，並鼓勵藝術家在創作中追求嚴謹與深度。由郭寶崑時期所創立的平台——「舞蹈空間」、「音樂空間」、「實驗劇場」——透過藝術委託創作計畫，發展為展示本地新創作的重要平台。1997年，電力站創立「流動影像」（Moving Images）計劃，致力培養新加坡及東南亞電影創作者，促進區域影像社群的發展。此期間，電力站亦設立駐館藝術家計劃，持續秉持其創會使命，扶植獨立藝術家的成長與成熟。然而，電力站在為駐館藝術家提供資助方面面臨資金壓力，因為多數資助機構與企業贊助商偏好支持具備最終成果的項目，而非電力站所重視的實驗與創作過程。
隨著全球對「亞洲」當代表演與視覺藝術興趣日益濃厚，電力站在新加坡藝術文化領域的重要性不減。它作為新藝術作品、新藝術實踐與新藝術家孵化的搖籃，亦是藝術社群與公眾的聚集點。電力站至今仍是一個讓年輕藝術家與新興藝術團體起步的場所，也是推動藝術實驗與批判性對話的重要平台。電力站亦致力於向年輕世代傳承其精神與價值，強調維護此一包容多元聲音、語言、觀點與藝術實踐空間的重要性。
根據計劃，電力站於2021年7月遷出原有場地，該建築將改建為一個服務多個藝術團體的新中心。雖然電力站曾獲邀在翻新後回歸成為共同租戶，但其董事會最終決定不再返回，並永久結束電力站的運作。

## 地點
電力站位於新加坡亞米尼亞街45號，坐落於市政區的核心地段。鄰近的地鐵站包括政府大廈站、百勝站及克拉碼頭站。該建築前身為一座電力變電站，直至1970年代才停止運作，建築本身建於1926年。

## 設施

### 電力站的場地
電力站擁有多個藝術場地，包括一個黑盒劇場、一個畫廊、一個舞蹈工作室、Random Room，以及兩間多功能教室。

### 售票處
電力站的售票處設於一樓門廳。

### 劇場
電力站劇場是一個可靈活運用的黑盒表演空間，最多可容納120位觀眾，當中設有108個可收納式座位；若以站立方式容納，最多可達200人。此場地舉辦從《新加坡短片獎》到本地音樂人演出等各類高知名度與獨立藝術活動，並接待來自本地及國際的表演藝術家。

### 畫廊
電力站畫廊面積為113平方米，可容納約100人進行站立式活動。畫廊展出當代視覺藝術、行為藝術與聲音藝術作品。

### 舞蹈工作室
電力站的舞蹈工作室面積為135平方米（13.5米 × 10.5米），最多可容納40人，常用於排練、小型表演及各類課程，如瑜伽、巴西戰舞（Capoeira）、合氣道（Aikido）與當代舞等。

### 教室
電力站二樓設有兩間教室，每間面積為30平方米（6米 × 6米），可容納約20名坐式參與者，適合用於會議、講座、課堂或小型表演活動。

### 花園
1990年代初，許多年輕音樂人最初在電力站花園演出。這裡曾是本地樂團的庇護所，特別是獨立、搖滾與金屬音樂團體，因其音樂風格當時不被主流接受。1990年12月31日舉行的「24小時不間斷音樂節」為花園帶來傳奇地位，此後的「跨年音樂會」也成為本地音樂史上的經典。
花園亦是眾多經典戶外劇目的上演場所，例如郭寶崑的《樹的慶典》和《傻女孩與奇樹老人》。其他著名演出還包括1995年亞洲劇場研究中心（Asia-in-Theatre Research Centre）的《摩訶婆羅多：骰子的博弈》、必要劇場（The Necessary Stage）的《藍色回憶之丘》（Blue Remembered Hills）、Priyalatha Arun的《Marudhy》、Khairuddin Hori/Naga Naga的《Wailol》，以及World-in-Theatre的《羅摩衍那》、《太陽的獵行》等。
到后来，許多團體因天氣等實際考量，傾向使用室內的電力站劇場。電力站花園到最后为Timbre Bar and Bistro所用。

### 節目與活動
電力站舉辦並協辦多項課程與活動。這些活動或由電力站策劃與製作，或由其他單位自行承辦（無電力站的策展參與），後者在符合條件下可申請場租補助，以支持藝術發展。

## 核心節目

### Moving Images（流動影像）
創立於1997年，是新加坡首個全年運作、專注於獨立與短片電影的節目。該計劃涵蓋實驗電影、短片與紀錄片，扶植本地與亞洲電影創作者，並藉由觀摩、交流與實作機會，促進其成長與連結。2010年，流動影像首度舉辦《新加坡短片獎》與《實驗電影論壇》；2004年啟動《新加坡獨立紀錄片影展》（Indie Doc Fest）與《First Take》。電力站亦與新加坡國家博物院Cinematheque及新加坡電影委員會合辦《新加坡短片精選》（英語：Singapore Short Cuts），展示如何子彥的《烏達瑪：歷史中的名字》與陳彬彬的《80公里／時》等經典作品。

### Open Call // 視覺、行為與聲音藝術
2008年起開展的視覺藝術平台，旨在支持具藝術性、批判性與實驗性的創作計劃。2010年加入行為藝術孵化項目，2011年增設聲音藝術項目，為新銳藝術家提供展示與實踐的舞台。

### 音樂計劃
2010年電力站拓展音樂節目，發起「Tribal Gathering of Tongue Tasters」系列，結合聲音、視覺與表演藝術。首屆「Tribal Gathering of Jaw Benders」音樂節於2011年底舉行。

### 文學藝術
電力站的文學藝術活動涵蓋小說、劇本與藝術評論討論。2009年啟動《情書》明信片計劃，邀集各族群、性別與語言背景的作家圍繞愛、失落與渴望主題創作詩歌。出版作品亦包括小說與文集，2011年出版的《Several Islands》為最新小說。

### 駐館藝術家研究計劃（AARP）
為期兩年的駐館計劃，為獲選藝術家提供策展、財務、行政與執行上的支持，以發展其跨領域藝術研究與實踐。此計劃為2002年起的「駐館藝術家制度」的延續，過去成員包括陳彬彬、陳子謙、载昆宁與George Chua。
首屆（2011–2013）邀請的藝術家包括：Bani Haykal、Grace Tan（kwodrent）、Ming Poon與vertical submarine。駐館期間，他們在此舉辦表演講座、工作坊、展覽與創作發表，展現研究各階段成果。
該計劃由新加坡國家藝術理事會與李氏基金會支持。

### SeptFest
每年9月16日，電力站會透過SeptFest藝術節慶祝其周年。此節慶為期一個月，展演形式涵蓋表演藝術、視覺藝術、聲音、電影與文學等，並搭配開放徵件、專題策劃、會議、講座、展覽與派對等活動。

### Learn*
Learn*計劃由四項針對小學與中學的公眾教育與藝術欣賞課程組成，培養學生的創意思維與批判能力。課程包括：《當代表演與劇場》、《當代視覺藝術》、《走進當代藝術》與《城市藝術學－重新認識街頭藝術》。各課程重點介紹本地藝術史與藝術家實踐，並強調藝術技法與創作意識的培養。

## 課程與工作坊
電力站也在其場地內舉辦各類多元化的課程與工作坊。

## 酷兒活動
電力站自1990年代初期起，一直站在酷兒權益活動的前沿。「我等之辈」（簡稱 P.L.U.）是新加坡開創性的同性戀維權團體之一，於1993年以小型討論小組形式成立。其主要目標是提升本地同志社群的自我意識。該團體每月在電力站舉辦星期日論壇與聚會。由於當時社會對同性戀議題極為敏感，許多與會者甚至半預期會被逮捕，因為內部安全局與警方曾就聚會性質質詢主辦人與參與者。歷經三年醞釀，P.L.U. 於2003年3月在 Select Books 發表了《People Like Us: Sexual Minorities in Singapore》（編者：Joseph Lo與Huang Guoqin；Select Publishing出版）。此書收錄了1999年Joseph Lo於電力站主持的兩場閉門論壇的演講稿，也包括其他作者撰寫的多篇論文，涵蓋劇場中同性戀的呈現、同志跨種族戀愛，以及基督教與同性戀的關係等主題。1990年代對新加坡同志運動而言是一段緊張的時期，而電力站透過支持 P.L.U. 的活動，在這段歷史中扮演了重要角色。自2007年起，電力站也協助主辦年度《短路》（Short Circuit）酷兒影展，展出新加坡同志導演的作品。該影展每年舉辦一次，最近一屆於2012年1月6日在電力站劇場舉行，由導演He Shuming與Boo Junfeng策劃，門票全部售罄，反映出本地觀眾對酷兒電影的高度關注與支持。